# Nuestra Belleza Tabasco
Mexicana Universal Tabasco (antes Nuestra Belleza Tabasco) es un concurso de belleza que se celebrá anualmente y que envía delegadas de Tabasco al certamen nacional Mexicana Universal (antes Nuestra Belleza México) desde 1994, el certamen nacional es el encargado de enviar a las representantes de México a Miss Internacional, Miss Charm Internacional, Nuestra Latinoamericana Universal y Reina Hispanoamericana.
Desde su creación como Nuestra Belleza Tabasco hasta la finalización del mismo en el 2017, no había una final nacional, a pesar de que las candidatas se inscribían, la ganadora era designada de entre las mismas.
Este concurso no está ligado con el certamen estatal Flor Tabasco, aunque algunas ganadoras de este título participaron en Nuestra Belleza Tabasco y ganaron el título.
En los años 2003, 2004, 2005, 2007 y 2009 no se envío ninguna candidata.
La organización estatal no produjo ningún título de Nuestra Belleza México, a pesar de ello, 9 de ellas colocaron en las semifinales. La actual organización estatal (a partir de 2017) Mexicana Universal Tabasco ha logrado dos candidatas en las semifinales y el título de Mexicana Hispanoamericana en el 2018, siendo este, el título más importante que ha obtenido el Estado.

## Concurso
Este certamen es el responsable de seleccionar a la representante de Tabasco a Mexicana Universal; al igual que designaciones a certámenes como el Miss Internacional y Reina Hispanoamericana, Miss Charm Internacional, Miss Orb internacional y Nuestra Latinoamericana Universal.

### Sistema de competencia
Para la elección de Mexicana Universal Tabasco las candidatas deben cumplir los requisitos:
- Nacionalidad Mexicana.
- Sexo Femenino de nacimiento.
- Edad de 20 a 27 años.
- Preparatoria terminada.
- Conocimientos básicos del idioma del inglés.
- Facilidad para desarrollar algún talento (canto, baile, actuación y/o conducción).
- Ser soltera, no haber estado casada, no haber sido madre y no estar embarazada.
- Poseer belleza destacada de rostro y cuerpo.
- Que se encuentre estudiando o haya terminado una carrera.
- Haber nacido o residencia mínima de un año en el Estado que desea representar.

## Ganadoras del Certamen
En la siguiente tabla se enlistan todas y cada una de las candidatas titulares y sus colocaciones en el nacional, además de sus otros títulos locales o nacionales que obtuvieron previamente o después de su participación:
| Año                                           | Ganadora                          | Municipio                      | Posición en MxU                | Premio Especial                | Nota                                                      |
| --------------------------------------------- | --------------------------------- | ------------------------------ | ------------------------------ | ------------------------------ | --------------------------------------------------------- |
| 1994                                          | Alma Cecilia Martínez Pérez       | Villahermosa                   | Top 16                         |                                |                                                           |
| 1995                                          | Martha Alejandra Bolio Sarricolea | Villahermosa                   |                                |                                |                                                           |
| 1996                                          | Alejandra Rodríguez Bustamante    | Villahermosa                   |                                |                                |                                                           |
| 1997                                          | Karla Alejandra Corral Salomón    | Tenosique                      | 4.ª. Finalista                 |                                | Flor Tabasco 1994 Reinado Internacional del Cafe 1998     |
| 1998                                          | Edith López Vidaurri              | Villahermosa                   | 1.ª. Finalista/Suplente        |                                |                                                           |
| 1999                                          | Ana Marina Valenzuela Riveroll    | Comalcalco                     |                                |                                |                                                           |
| 2000                                          | Elsa Villanueva González          | Tenosique                      |                                |                                |                                                           |
| 2001                                          | Alejandra Priego Canto            | Villahermosa                   |                                |                                |                                                           |
| 2002                                          | Ana Karina Álvarez May            | Macuspana                      | Top 12                         |                                |                                                           |
| 2003                                          | No se realizó Concurso Estatal    | No se realizó Concurso Estatal | No se realizó Concurso Estatal | No se realizó Concurso Estatal | No se realizó Concurso Estatal                            |
| 2004                                          | No se realizó Concurso Estatal    | No se realizó Concurso Estatal | No se realizó Concurso Estatal | No se realizó Concurso Estatal | No se realizó Concurso Estatal                            |
| 2005                                          | No se realizó Concurso Estatal    | No se realizó Concurso Estatal | No se realizó Concurso Estatal | No se realizó Concurso Estatal | No se realizó Concurso Estatal                            |
| 2006                                          | No se realizó Concurso Estatal    | No se realizó Concurso Estatal | No se realizó Concurso Estatal | No se realizó Concurso Estatal | No se realizó Concurso Estatal                            |
| 2007                                          | No se realizó Concurso Estatal    | No se realizó Concurso Estatal | No se realizó Concurso Estatal | No se realizó Concurso Estatal | No se realizó Concurso Estatal                            |
| 2008                                          | Priscila Martínez Andrade         | Villahermosa                   | Top 15                         |                                |                                                           |
| 2009                                          | No se realizó Concurso Estatal    | No se realizó Concurso Estatal | No se realizó Concurso Estatal | No se realizó Concurso Estatal | No se realizó Concurso Estatal                            |
| 2010                                          | Ana Lilia González Nucamendi      | Villahermosa                   |                                |                                |                                                           |
| 2011                                          | Martha del Rocío Espinosa Ríos    | Villahermosa                   |                                |                                |                                                           |
| 2012                                          | Alejandra García Izquierdo        | Villahermosa                   |                                |                                |                                                           |
| 2013                                          | Rosa Ethel Pérez Quevedo          | Nacajuca                       | Top 10                         |                                |                                                           |
| 2014                                          | María José Taboada Rodríguez      | Emiliano Zapata                |                                |                                | Top 8 Flor Tabasco 2013                                   |
| 2015                                          | Tania Kirey Pérez Quevedo         | Nacajuca                       | Top 15                         |                                |                                                           |
| 2016                                          | Itzel Semina Torruco Flores       | Villahermosa                   |                                |                                |                                                           |
| Hasta 2018 denominado Nuestra Belleza Tabasco |                                   |                                |                                |                                |                                                           |
| 2017                                          | Aranza Anaíd Molina Rueda         | Macuspana                      | 1.ª. Finalista/Suplente        |                                | Mexicana Hispanoamericana 2018 Miss Universe Tabasco 2024 |
| 2018                                          | Raquel Guadalupe Romero Hernández | Comalcalco                     | Top 20                         |                                |                                                           |
| 2019                                          | Thania de la Fuente Córdova       | Comalcalco                     |                                |                                |                                                           |
| 2020                                          | No se realizó el certamen         |                                |                                |                                |                                                           |
| 2021                                          | Paola Guadalupe Ligonio Gamas     | Villahermosa                   |                                |                                |                                                           |
| 2022                                          | Bárbara Paola Aranguren Rosique   | Cárdenas                       | Top 16                         |                                | Flor Tabasco 2017                                         |
| 2023                                          | Diana Paola Martínez Córdova      | Comalcalco                     |                                |                                |                                                           |
| 2024                                          | No se realizó el certamen         |                                |                                |                                |                                                           |
| 2025                                          |                                   |                                |                                |                                |                                                           |

## Representación a nivel internacional
| Año  | Representante             | Concurso                    | Posición       | Premio Especial                                        | Nota                         |
| ---- | ------------------------- | --------------------------- | -------------- | ------------------------------------------------------ | ---------------------------- |
| 2018 | Aranza Anaíd Molina Rueda | Reina Hispanoamericana 2018 | 1.ª. Finalista | Miss Elegancia Face Miss Fotogénica Labios más Bonitos | Top 10 por votación en línea |

## Ranking
| Municipio             | Títulos estatales | Años ganados                                                     |
| --------------------- | ----------------- | ---------------------------------------------------------------- |
| Centro (Villahermosa) | 11                | 1994, 1995, 1996, 1998, 2001, 2008, 2010, 2011, 2012, 2016, 2021 |
| Comalcalco            | 4                 | 1999, 2018, 2019, 2023                                           |
| Nacajuca              | 2                 | 2013, 2015                                                       |
| Macuspana             | 2                 | 2002, 2017                                                       |
| Tenosique             | 2                 | 1997, 2000                                                       |
| Cárdenas              | 1                 | 2022                                                             |
| Emiliano Zapata       | 1                 | 2014                                                             |

## Relacionados
Mexicana Universal
Miss Earth Tabasco
Miss Tabasco